# الممثل الدائم لأستراليا لدى الأمم المتحدة
السفير والممثل الدائم لأستراليا لدى الأمم المتحدة هو مسؤول في وزارة الشؤون الخارجية والتجارة الأسترالية ورئيس البعثة الدائمة لكومنولث أستراليا لدى الأمم المتحدة في نيويورك . يتمتع هذا المنصب بمرتبة ومكانة سفير فوق العادة ومفوض وهو الممثل الأسترالي الرئيسي لدى الأمم المتحدة ، على الرغم من مشاركة هذا الدور أيضًا مع الممثلين الموجودين في مكتب الأمم المتحدة في جنيف ومكتب الأمم المتحدة في فيينا والأمم المتحدة مكتب نيروبي ، والوفود إلى اليونسكو ووكالات الأمم المتحدة في روما . أستراليا عضو ميثاق الأمم المتحدة وقد أرسلت ممثلين إلى نيويورك منذ عام 1946.
الممثل الدائم ، ميتش فيفيلد حاليًا ، مكلف بتمثيل أستراليا خلال الجلسات العامة للجمعية العامة ، وعندما تشغل أستراليا مقعدًا غير دائم أو بناءً على دعوة ، فإن مجلس الأمن ، باستثناء الحالات النادرة التي يكون فيها مسؤول أعلى رتبة ( مثل وزير الخارجية أو رئيس وزراء أستراليا ) حاضرًا. يتم تعيين المنصب من قبل الحاكم العام لأستراليا باسم الملك ، ويرشحه رئيس الوزراء.

## مالكو المكتب
| اسم                         | بداية الفصل | نهاية الفصل           | المراجع     |
| نورمان ماكين ( رئيس الوفد ) | 1945        | 1946                  |             |
| بول هاسلاك                  | 1946        | 1947                  |             |
| جون هود                     | 1947        | 1950                  |             |
| ميك شان (التمثيل)           | 1950        | 1951                  |             |
| بيل فورسيث                  | 1951        | 1956                  |             |
| إدوارد رونالد ووكر          | 1956        | 1959                  |             |
| جيمس بليمسول                | 1959        | 1963                  |             |
| ديفيد هاي                   | 1964        | 1965                  | [ 1 ]       |
| باتريك شو                   | 1965        | 1970                  |             |
| لورانس ماكنتاير             | 1970        | 1975                  |             |
| رالف هاري                   | 1975        | 1978                  |             |
| هارولد ديفيد أندرسون        | 1978        | 1982                  |             |
| ريتشارد وولكوت              | 1982        | 1988                  |             |
| مايكل كوستيلو (بالوكالة)    | 1988        | 1989                  |             |
| بيتر ويلنسكي                | 1989        | 1992                  |             |
| ريتشارد بتلر                | 1992        | 1996                  |             |
| بينيلوبي وينسلي             | 1997        | 2001                  | [ 2 ]       |
| جون دوث                     | 2001        | 2006                  | [ 3 ]       |
| كارولين ميلار (بالوكالة)    | 2006        | 2006                  |             |
| روبرت هيل                   | 2006        | 2009                  |             |
| غاري كوينلان                | 2009        | 2014                  | [ 4 ]       |
| جيليان بيرد                 | 2015        | 2019                  | [ 5 ]       |
| ميتش فيفيلد                 | 2019        | 2023                  | [ 6 ] [ 7 ] |
|                             | 2023        | مايجب في الوضع الراهن |             |